# فرانك بوش (لاعب كرة قدم أمريكية)
فرانك بوش (بالإنجليزية: Frank Bosch)‏ هو لاعب كرة قدم أمريكية أمريكي، ولد في 24 أكتوبر 1945 في بريميرتون في الولايات المتحدة.

## وصلات خارجية
- فرانك بوش على موقع مرجع كرة القدم المحترفة.كوم (الإنجليزية)